# 大熊座4b
大熊座4b是一颗环绕大熊座4运转的系外行星，位于大熊座，距地球约252光年。据估计，其质量至少大于木星质量的7倍，属于中型类木行星，但其半径甚至还要小于木星，故该行星的表面重力很强。该行星的轨道离心率较大，与其母星的距离较之地球与太阳的距离稍近，但其轨道周期仅为四分之三个地球年，因此其轨道速度较之地球要快12%。
由于大熊座4b属于中性类木行星，且其轨道半径较小，所以它的半变幅较快，为215.6m/s。